# Bocca Baciata
Bocca Baciata est un tableau du peintre britannique Dante Gabriel Rossetti réalisé en 1859. Cette huile sur panneau préraphaélite est le portrait en buste d'une jeune femme rousse dont le modèle est Fanny Cornforth. Il s'agit sans doute d'une représentation d'Alatiel, une princesse du Décaméron de Boccace à laquelle est associée la formule en italien que l'artiste choisit pour titre, et qui suggère qu'elle n'est plus vierge, sa bouche ayant déjà été maintes fois embrassée. Depuis un don en 1980, l'œuvre est conservée au musée des Beaux-Arts de Boston, dans le Massachusetts, aux États-Unis.